# 高鬼
高鬼（たかおに）は、鬼ごっこの一種。地方によって、たかたか、たかたかとうばんという呼称も使われる。

## 基本ルール
通常の鬼ごっこのルールに、高い所にいれば鬼に捕まらないというルールを追加したもの。
鬼よりも高い位置にいる限り鬼に捕まることはないが、通常、1か所の高いところには規定の時間しかいられない。その規定の時間が経過するまでに、低所にいったん下りた後、他の高いところに移動しなければならない。高いところでも鬼がそこに登らずに手が届く場合は捕まえられるというルールを用いることもある。また、高い所にいても鬼が10秒数えれば登れるようになり、それより先に逃げるというルールもある。
なお、あまりにも高い場所は危険を生じるため避けるべきとされる。